# Neithotep

Bohyně Neith

Neithotep () se stala manželkou faraóna Narmera a matkou jeho syna Ahy. Její jméno znamená bohyně "Neit je spokojena". V jednom případě bylo dokonce její jméno vepsáno do serechu (předobraz pozdější kartuše). Její serech se však od typicky královského serechu lišil tím, že místo znázornění sokola (podoba boha Hora) byly dva zkřížené šípy (symbol bohyně Neit). Přesto to lze interpretovat jako náznak toho, že po smrti Narmerově mohla vládnout za tehdy snad ještě nezletilého Ahu. Patrně první egyptská královna, možná i žena a regentka (?), kterou známe jménem. Pohřbena je v nakádské Velké hrobce.

## Tituly
- Manželka Obou paní
- Nejpřednější z žen

## Hrobka
Velká hrobka v Nakkádě byla odkryta roku 1897 Jacquesem de Morgan, který se díky jejím rozměrům (půdorys – 54x27 m) původně domníval, že se jedná o místo posledního odpočinku Manehtova faraóna Meniho.